# Hjulring
Hjulring, är i ett trähjul en ring av metall (stål) som håller ihop lötarna och hjulet i sin helhet, den fungerar således även som en robust och slitstark slitbana.